# 熊本県営竜蛇平団地
熊本県営竜蛇平団地（くまもとけんえいりゅうじゃびらだんち）は、熊本県熊本市にある県立住宅団地。

## 概要
1994年に竣工。国道57号東バイパス沿いの住宅街に存在した木造平屋団地を立て替えて建設された。設計は元倉眞琴。くまもとアートポリス事業の一つとして建設された。「集まって住む」という共通意識を育てながら、地域に対して閉鎖的にならない「場」の共有がテーマとなった。敷地周辺への影響も配慮されており、前面道路側の高さを抑えることで街並みとの連続性が意識されている。
1階にピロティが設けられたタイプと平面的に雁行するテラスを段上に重ねたタイプの2種類の住棟で構成されており、不整形な敷地の有効利用が図られている。2種類の住棟の間に中庭が設けられ、全ての住棟のアプローチ空間となっている。1995年に日本建築学会賞を受賞している。

## 基本データ
- 竣工 - 1994年（平成6年）
- 構成 - 全88戸
- 所在 - 熊本県熊本市中央区帯山3丁目1番2号
- 構造 - 鉄筋コンクリート造ラーメン構造＋一部板状ラーメン造＋壁式造

## 交通
- 京塚（熊本都市バス）から徒歩約3分